# 2S3 Akacja
2S3 Akacja (oznaczenie NATO – M1973) – samobieżna armatohaubica konstrukcji radzieckiej, opracowana na bazie prototypowego działa samobieżnego SU-100P z 1949 roku. Pierwsze Akacje weszły na uzbrojenie Armii Radzieckiej w 1973 roku.

## Opis
Uzbrojenie 2S3 bazuje na radzieckiej haubicoarmacie D-20 kaliber 152,4 mm, którą umieszczono na podwoziu działa samobieżnego SU-100P. Kąt podniesienia lufy wynosi od -4 do +60 stopni. Wieża może się obracać o 360 stopni.
Akacja jest radzieckim odpowiednikiem amerykańskiego działa samobieżnego M109. W latach siedemdziesiątych i osiemdziesiątych była podstawowym typem działa samobieżnego Armii Radzieckiej i dlatego przystosowano ją do strzelania wieloma rodzajami pocisków. Standardowy pocisk odłamkowo-burzący ma masę 43,6 kg i może być wystrzelony na maksymalną odległość 18,5 km, a ze wspomaganiem rakietowym zasięg wzrasta do 24 km. Poza tym do dyspozycji są lub były następujące rodzaje amunicji:
- pociski z ładunkiem jądrowym
- chemiczne
- pociski burzące HE
- pociski odłamkowo-burzące
- pociski rakietowe naprowadzane laserowo Krasnopol
- pociski dymne
- pociski oświetlające
- pociski agitacyjne
- pocisk przeciwpancerny HEAT

Akacja napędzana jest silnikiem V-12 chłodzonym wodą umieszczonym w przedniej części kadłuba obok kierowcy.

## Zastosowanie
2S3 Akacja były używane przez Armię Radziecką podczas interwencji w Afganistanie i wojny w Czeczenii. Użyta została również podczas inwazji Rosji na Ukrainę w roku 2022.

## Wersje
Modele późnych serii produkcyjnych 2S3 Akacja były poddane modernizacji, ich oznaczenie to 2S3M, 2S3M1, 2S3M2 i 2S3M3. Zmodernizowane wersje otrzymały nowy system łączności i kierowania ogniem. Dzięki modernizacji zwiększyła się także szybkostrzelność.